# Timnate

Timnate ou Timna era uma cidade filistéia em Canaã que é mencionada na Bíblia Hebraica . Ela foi identificada com Tel Batash (em hebraico: תל בטש), um tel localizado no Vale de Soreque, perto do moshav Tal Shahar, Israel.
A cidade de Timnath, Colorado, nos Estados Unidos é nomeada para a cidade.